# Мэлис в Стране чудес
«Мэлис в Стране чудес» (англ. Malice in Wonderland) — фильм 2009 года. В связи со схожестью имён Alice и Malice, а также по аналогии с неоднократно экранизированной сказкой писателя Льюиса Кэррола «Алиса в Стране чудес» фильм часто называют «Малиса в Стране чудес».

## Сюжет
Американская студентка Элис, поссорившись с отцом, приезжает в Лондон. После того, как её сбивает таинственное чёрное такси, она просыпается с амнезией в странном месте. Место это очень похоже на Страну чудес из сказки Льюиса Кэррола, но только что-то в этой стране стало не так. При помощи Уитни, водителя такси, Элис пытается вспомнить кто она и откуда, и вернуться в реальный Лондон в целости и невредимости.

## В ролях
- Мэгги Грэйс — Элис
- Дэнни Дайер — Уитни
- Мэтт Кинг — Гонзо
- Натаниель Паркер — Гарри Хант
- Пэм Феррис — Датчесс
- Брона Галлахер[англ.] — Хатти
- Энтони Хиггинс — Рэкс

## Интересные факты
- Профессиональные рестлерши — Бриттани Найт и Свит Сарая сыграли эпизодические роли в фильме[1].

## Восприятие
Фильм получил  преимущественно отрицательные отзывы критиков. На Rotten Tomatoes он имеет рейтинг 10 %, основанный на 10 рецензиях, со средней оценкой 4/10.